# Africaspis berliniae
Africaspis berliniae är en insektsart som först beskrevs av Hall 1928.  Africaspis berliniae ingår i släktet Africaspis och familjen pansarsköldlöss. Inga underarter finns listade i Catalogue of Life.